# Ligne RT1 (Rodalia de Tarragone)
Pour les articles homonymes, voir RT1.
La ligne RT1 est un service de chemin de fer de banlieue de la Rodalia de Tarragone, qui fait partie de la Rodalies de Catalunya. Cette ligne est exploitée par la Renfe et traverse des lignes ferroviaires à écartement ibérique appartenant à ADIF. Le service relie les gares de Reus et Tarragone,.

## Gares
| Gare      | Commune   | Correspondances | Services |
| --------- | --------- | --------------- | -------- |
| Tarragone | Tarragone |                 |          |
| Vila-seca | Vila-seca |                 |          |
| Reus      | Reus      |                 |          |